# Combate de Arroyo de Molinos
O combate de Arroyo de Molinos (hoje chamado Arroyomolinos) foi travado no âmbito da Guerra Peninsular, em 28 de Outubro de 1811. Este combate foi a consequência da perseguição movida pelas forças aliadas (britânicos, portugueses e espanhóis), sob o comando do General Hill, contra as forças francesas sob comando do General Girard. Resultou na derrota das forças francesas.

## Antecedentes
Wellington tinha o seu exército dividido por duas regiões que correspondiam aos principais eixos de invasão na fronteira entre Portugal e Espanha. Uma parte das tropas encontrava-se na Beira por forma a vigiar o eixo Almeida – Ciudad Rodrigo. Outra parte encontrava-se ao sul do Tejo e vigiava o eixo Elvas – Badajoz. Esta parte das forças anglo-lusas encontrava-se sob o comando do General Sir Rowland Hill. As ordens de Wellington eram no sentido de conter as forças franceses que se lhe opunham e proteger os acessos a Elvas e Campo Maior. Tinham ficado escritas ordens pormenorizadas sobre as acções a desenvolver em caso de uma ofensiva francesa e essas acções evidenciavam uma atitude defensiva, aliás idêntica à das tropas francesas..
O Exército do Sul, de Soult, tinha o seu V CE, sob o comando do General Drouet, na região da Estremadura espanhola. Drouet tinha de fazer a ligação com o Exército de Portugal, sob o comando do Marechal Marmont, e o Exército do Centro. Para isso, Drouet teve de enviar uma força para Norte para manter as comunicações com Marmont. Drouet enviou a Divisão de Girard para ocupar a frente entre o Guadiana e o Tejo enquanto a outra divisão, de Claparéde, juntamente com alguma cavalaria para manter toda a frente entre o Guadiana e Sierra Morena. As duas divisões de Drouet encontravam-se tão dispersas que não podiam apoiar-se mutuamente. Perante esta posição de fraqueza, wellington deu autorização a Hill para aproveitar a oportunidade de destruir, capturar ou afastar os Franceses daquela região. Tal acção não devia, no entanto, colocar em risco as praças de Elvas ou Campo Maior.
Em Outubro de 1811, chegou ao conhecimento do General Hill que um corpo de tropas francesas, sob o comando do General Girard, se encontrava em movimento na Estremadura Ocidental com a finalidade de cobrar impostos, encontrar alimentos e reprimir alguma actividade anti-francesa por parte dos Espanhóis entre Mérida e Truxillo. As tropas do General Hill, juntamente com forças espanholas locais, iniciaram a perseguição às tropas de Girard a 22 de Outubro..

## O campo de batalha
A região onde se travaram os combates permanece idêntica ao que era em 1811. O traçado das estradas (hoje pavimentadas) permanece, provavelmente idêntico ao que era na altura. A vila de Arroyomolinos tem uma população inferior a 1.000 habitantes. O terreno à volta da povoação está dividido por numerosos muros de pedra. A Nordeste, as colinas que se elevam cerca de 300 metros acima da vila, a Serra de Montanchez, são um obstáculo difícil de transpor.

## As forças em presença
As forças Aliadas encontravam-se sob o comando do general Rowland Hill. A estas forças juntaram-se forças espanholas enviadas pelo General Castaños. As forças francesas eram constituídas pela Divisão de Infantaria do General de Divisão Jean-Baptiste Girard, do V CE do General Drouet.

### As forças britânicas e portuguesas
O comando das forças estava atribuído ao Tenente-general Sir Rowland Hill, comandante da 2ª Divisão britânica e de toda a força dos Aliados na fronteira Sul. Esta divisão tinha sido reorganizada após a Batalha de Albuera e ficou com a seguinte constituição:

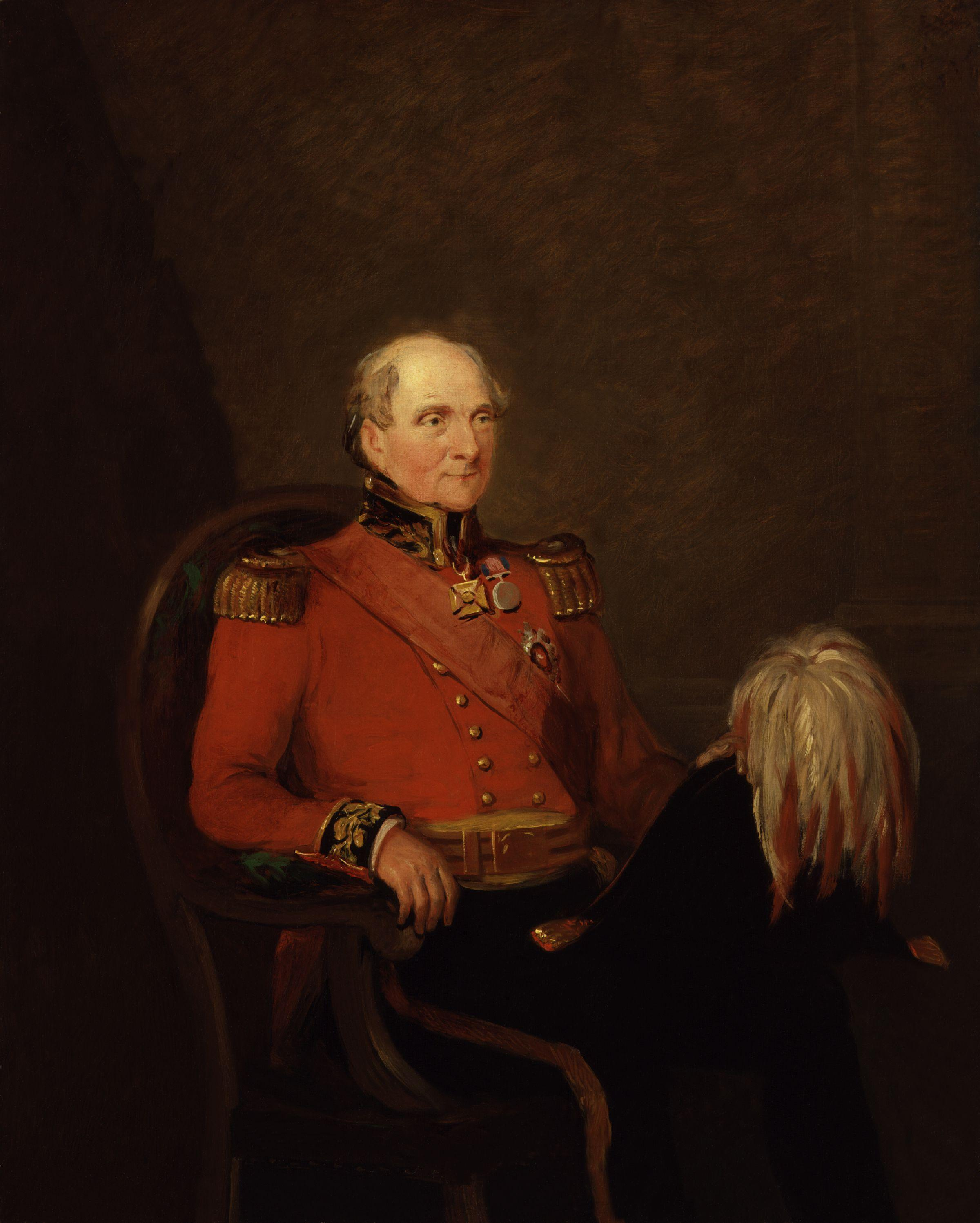
Rowland Hill, por William Salter; um dos oficiais em que Wellington depositava maior confiança.

- Brigada A, sob o comando do Major-general Howard, constituída pelos seguintes batalhões de infantaria britânicos: 1/50º, 1/71º, e 1/92º.

- Brigada C, sob o comando do Coronel(?) Wilson, constituída pelos seguintes batalhões: 1/28º, 1/34º, e 1/39º.

- 5ª Brigada Portuguesa sob o comando do Coronel Charles Ashworth, constituída pelos 1º e 2º Batalhões dos Regimentos de Infantaria nº 6 e 18 e pelo Batalhão de Caçadores nº 6.

A Brigada B, sob o comando do Major-general Byng ficou em Portugal.
O Corpo de Cavalaria disponível era formado pelos esquadrões dos 9º e 13º Regimentos de Dragões Ligeiros, britânicos e pelo 2º Regimento de Hussardos da KGL.
A Artilharia, sob o comando do Major Hartmann (da KGL) era constituída por uma Bateria portuguesa (6 bocas de fogo de 6 libras) sob o comando do Capitão S. J. de Arriaga.

### As forças espanholas
O corpo de tropas espanholas presentes nesta acção era constituídas por 2.000 homens de infantaria sob o comando de Morillo e 600 cavaleiros sob o comando do conde de Penne Villemur. 

### As forças francesas
As forças francesas, sob comando pelo general Jean Baptiste Girard, eram constituídas por uma divisão de infantaria com  5.000 homens, reforçados por 1.000 de cavalaria e 3 bocas de fogo de artilharia.
A divisão de infantaria (Divisão de Giscard), era constituída por duas brigadas:
- Brigada Dombrouski, com seis batalhões de infantaria, sendo três do 34º e os restantes do 40º Regimentos de Infantaria.
- Brigada Remond, com seis batalhões de infantaria, sendo três do 64º e os restantes do 88º Regimentos de Infantaria.

O corpo de cavalaria, sob o comando do general Bron, era constituída por tropas dos seguintes regimentos: 20º de Dragões, 27º de “Chasseurs” e 10º de Hussardos.
A artilharia disponível formava uma bateria com uma peça de 8 libras, uma peça de 4 libras e um obus de 6 polegadas.

## O Combate
Ao ter conhecimento dos movimentos das tropas francesas sob o comando de Girard, que tinham avançado até Cáceres a fim de cobrar impostos, o General Hill, com as suas tropas e algumas forças espanholas locais, procurou chegar rapidamente perto dos Franceses. A coluna dos Aliados era formada por 3.000 militares de infantaria britânicos e 4.000 portugueses. A estas tropas, Castaños  podia juntar cerca de 2.000 infantes e 600 cavaleiros. Para o caso de Drouet procurar intervir com as restantes forças, Hill deixou parte das forças em Portugal.
A perseguição teve início em Portalegre no dia 22 de Outubro e, no dia 23, os Aliados efectuaram uma marcha de quase 50 Km, até à fortaleza espanhola de Albuquerque. Era importante apanhar os Franceses de surpresa, antes que se apercebessem da dimensão da força que tinham pela frente, para evitar que retirassem rapidamente para Mérida.
Para facilitar a marcha e evitar que as tropas francesas se distanciassem mais, o General Hill deixou para trás a sua artilharia mais pesada, uma bateria de 9 libras, e continuou a marcha com a artilharia portuguesa de 6 libras, mais ligeira e mais fácil de transportar. Aos soldados, por seu lado, só foi permitido transportar o equipamento indispensável e comida para três dias. Um oficial britânico escreveu que marchavam todo o dia e só à noite, encharcados, descansavam sob a chuva que não parava, sem nunca conseguirem secar a roupa.

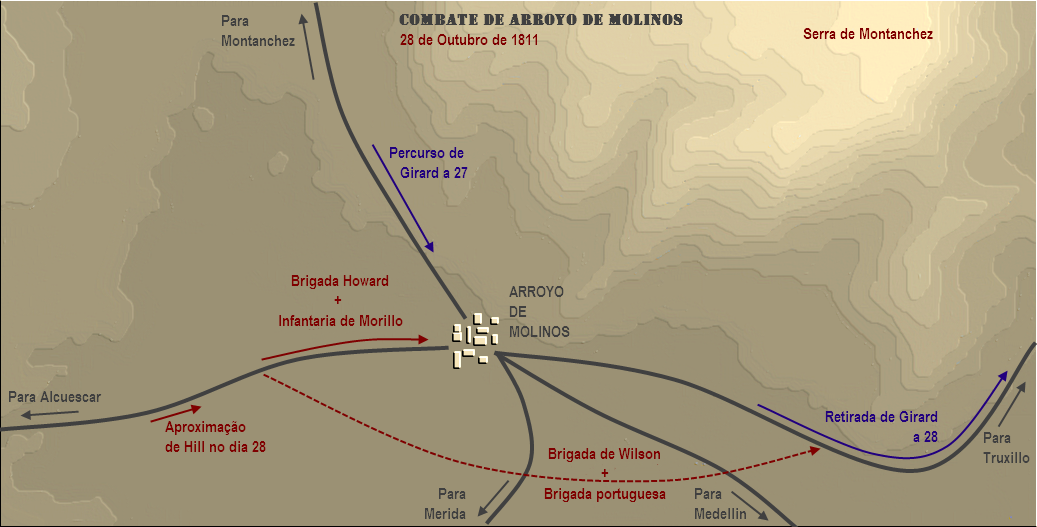
Mapa com os principais movimentos durante o Combate em Arroyomolinos a 28 de Outubro de 1811.

No dia 24, Hill chegou a Casa de Santillana onde as forças espanholas se juntaram à sua coluna. Na manhã de 25, a cavalaria de Penne Villemur obrigou a retirar os postos de vigilância franceses em Arroyo del Puerco. Na noite de 25 para 26, a coluna de Hill dirigiu-se para Malpartida, a 12 Km de Cáceres, e soube, na manhã do dia 26, que Girard tinha saído de Cáceres na tarde anterior, pela estrada de Torremocha, em direcção a Mérida. A surpresa tinha sido quebrada mas as tropas Francesas encontravam-se agora entre os Aliados e a sua própria base.
A perseguição foi retomada de imediato e, no dia 27 de manhã, Hill iniciou a marcha para Torremocha. No caminho foi informado que Girard se dirigia para Arroyo de Molinos que ficava do outro lado da Sierra de Montanches. Se Girard fizesse aí uma paragem de descanso seria possível alcançá-lo. Hill pediu mais um esforço às suas tropas. Ao cair da noite do dia 27, as duas brigadas britânicas estavam em Alcuescar, 8 Km a Sudoeste do acampamento francês, e os Portugueses e Espanhóis encontravam-se um pouco atrás, em Don António. As tropas aliadas tinham marchado 45 Km, em terreno montanhoso, com uma chuva e vento fortes.
A coberto da noite e da chuva, que não parava há vinte e quatro horas, Hill aproximou-se de Arroyo de Molinos sem encontrar um único posto de vigilância. Dispôs as suas forças por forma a bloquear as saídas da povoação. A Brigada de Wilson, apoiada por três batalhões portugueses, contornou a povoação por Sul e bloqueou a estrada para Truxillo. A Brigada de Howard e as tropas espanholas sob o comando de Murillo preparam-se para atacar, na direcção da estrada Alcuescar - Arroyo de Molinos, com a cavalaria ao centro.
As tropas da Brigada de Howard que avançavam na frente encontraram um posto de vigilância francês cerca de 750 metros fora de Arroyo de Molinos e capturaram a maior parte dos mlitares que aí se encontravam. Alguns escaparam e deram o alarme. Uma hora antes de isto acontecer já uma parte da Divisão francesa (a Brigada de Remond escoltada por um Regimento de Cavalaria) tinha iniciado a marcha para Mérida. Assim, Girard apenas podia dispor de seis batalhões de infantaria, dois regimentos de cavalaria e metade de uma bateria de artilharia, não mais de 4.000 homens. Era uma força pequena para enfrentar cerca de 10.000 Aliados.
Assim que os primeiros tiros foram ouvidos, as forças de Girard preparavam-se para iniciar a marcha em direcção a Mérida. As tropas britânicas entraram na povoação, obrigaram a retirar o batalhão que aí se encontrava, capturaram a bagagem de Girard e fizeram muitos prisioneiros. As tropas francesas começaram a retirar pela estrada para Mérida, sob o fogo da infantaria britânica e da artilharia de Arriaga, até encontrarem a cavalaria de Penne Villemur apoiada pela de Long. Girard tentou retirar pela estrada para Truxillo. A sua cavalaria, que enfrentava a cavalaria espanhola e britânica, dispersou em fuga e muitos foram capturados. A infantaria francesa avistou a Brigada de Wilson a menos de um Km de distância. Os Aliados conseguiram bloquear a estrada antes de os Franceses passarem. A coluna francesa foi atacada e Girard deu ordem de retirada através da Sierra de Montanchez.
A fuga ordenada por Girard obrigou a seguir por terreno muito íngreme onde não era possível utilizar os cavalos. A infantaria espanhola de Morillo perseguiu os Franceses pela serra. Foram aprisionados cerca de 1.300 homens, incluindo o General Bron, comandante da cavalaria, e mais de trinta outros oficiais. Foram também capturadas três bocas de fogo de artilharia e o dinheiro dos impostos cobrados em Cáceres. Não se conhece o número de mortos e feridos. As baixas sofridas pelos Aliados foram de 7 mortos e 64 feridos nas forças britânicas e portuguesas e 30 mortos e feridos nas forças espanholas.
Hill enviou a cavalaria de Long com os regimentos portugueses que não tinham sido empenhados, apoiada pela Brigada de Howard, em perseguição da coluna de Remond mas este encontrava-se já muito distante. Depois de descansar dois dias em Mérida retirou por ordem de Wellington para o seu acampamento de Portalegre, onde chegou a 3 de Novembro. A acção de Arroyo de Molinos foi a última de 1811. . 